# Apiak
Apiak fou una ciutat estat de Mesopotàmia que estava situada al nord de Babilònia, probablement a la vora del canal d'Abgal, just al sud de la ciutat estat de Kazallu. Era independent cap al 2000 aC.